# Simcoe County

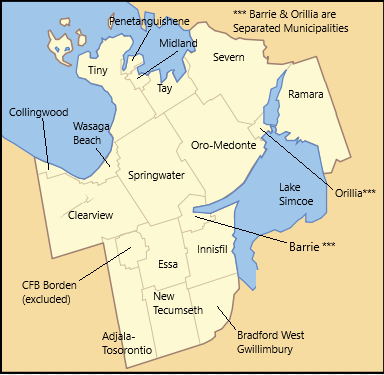
Lage der Gemeinden des Simcoe County

Simcoe County ist ein County im Südwesten der kanadischen Provinz Ontario. Der County Seat ist Springwater. Die Einwohnerzahl beträgt 479.650, die Fläche 4859,64 km², was einer Bevölkerungsdichte von 98,7 Einwohnern je km² entspricht. Das County ist nach John Graves Simcoe benannt, es liegt im Wesentlichen zwischen der Georgian Bay des Huronsees und dem Lake Simcoe.
Simcoe County gehört zum Ballungsraum des Greater Golden Horseshoe und wird außerdem zentral von der Hügelkette der Oak Ridges-Moräne durchzogen. Mit dem Wasaga Beach Provincial Park befindet sich einer der aktuellen Provincial Parks in Ontario im Bezirk.
Westlich von Barrie liegt mit der CFB Borden das größte Schulungszentrum der kanadischen Streitkräfte.
| Georgian Bay    | Muskoka District                            | Kawartha Lakes            |
| Grey County     | Kompassrose, die auf Nachbargemeinden zeigt | Durham Region Lake Simcoe |
| Dufferin County | Peel Region                                 | York Region               |

## Administrative Gliederung

### Städte und Gemeinden
| Ort                       | Status   | Bevölkerung (2016) |
| ------------------------- | -------- | ------------------ |
| Adjala-Tosorontio         | Township | 10.975             |
| Bradford West Gwillimbury | Town     | 35.325             |
| Clearview                 | Township | 14.151             |
| Collingwood               | Town     | 21.793             |
| Essa                      | Township | 21.083             |
| Innisfil                  | Town     | 36.566             |
| Midland                   | Town     | 16.864             |
| New Tecumseth             | Town     | 34.242             |
| Oro-Medonte               | Township | 21.036             |
| Penetanguishene           | Town     | 8.962              |
| Ramara                    | Township | 9.488              |
| Severn                    | Township | 13.477             |
| Springwater               | Township | 19.059             |
| Tay                       | Township | 10.033             |
| Tiny                      | Township | 11.787             |
| Wasaga Beach              | Town     | 20.675             |

Die Städte Barrie (141.434 Einwohner; Stand: 2016) und Orillia (31.166 Einwohner; Stand: 2016) gehören zwar geographisch und statistisch zum Simcoe County, unterstehen aber nicht dessen Verwaltung. Sie haben den Status einer separated municipality.

### Gemeindefreie Gebiete
Im Bezirk finden sich keine gemeindefreien Gebiete.

### Indianerreservationen
- Christian Island 30
- Christian Island 30A
- Mnjikaning First Nation 32